# Pholidoscelis maynardi
Espèce
Synonymes
- Ameiva maynardi Garman, 1888
- Ameiva maynardi uniformis Noble & Klingel, 1932
- Ameiva maynardi parvinaguae Barbour & Shreve, 1936

Statut de conservation UICN

 VU D2 : Vulnérable
Pholidoscelis maynardi est une espèce de sauriens de la famille des Teiidae.

## Répartition
Cette espèce est endémique des Bahamas. Elle se rencontre sur les îles de Great Inagua et de Little Inagua.

## Liste des sous-espèces
Selon The Reptile Database (27 mai 2016) :
- Pholidoscelis maynardi maynardi (Garman, 1888)
- Pholidoscelis maynardi parvinaguae (Barbour & Shreve, 1936)
- Pholidoscelis maynardi uniformis (Noble & Klingel, 1932)

## Étymologie
Cette espèce est nommée en l'honneur de Charles Johnson Maynard.

## Publications originales
- Barbour & Shreve, 1936 : New races of Tropidophis and of Ameiva from the Bahamas. Proceedings of the New England Zoölogical Club, vol. 40, p. 347-365.
- Garman, 1888 : Reptiles and batrachians from the Caymans and from the Bahamas Collected by Prof. C. J. Maynard for the Museum of Comparative Zoology at Cambridge. Massachusetts Bulletin of the Essex Institute, vol. 20, p. 101-113 (texte intégral).
- Noble & Klingel, 1932 : The reptiles of Great Inagua Island, British West Indies. American Museum Novitates, no 549, p. 1-25 (texte intégral).